# Mansión de Valdeķi
La Mansión de Valdeķi (en letón: Valdeķu muižas pils; en alemán: Waldeck) es una casa señorial en la parroquia de Kandava, municipio de Kandava en la región histórica de Zemgale, en Letonia.

## Historia
La mansión de Valdeķi fue construida en 1882 por el barón Nikolas von Koskull de Aizdzire como refugio de las viejas casonas. Desde 1932 perteneció al editor, periodista y escritor letón Antons Benjamiņš (1860-1939), quien a finales de la década de 1930 estableció un modelo de granja en Letonia, la perla de la Letonia rural. Tras su muerte en 1939, su viuda Emīlija Benjamiņa fue la propietaria hasta su deportación a un campo de trabajo soviético en 1941. La familia Benjamiņš recuperó la propiedad en 1995, y desde 1998 el edificio también alberga un museo dedicado al fotógrafo y productor de cine Juris Benjamiņš, hijo adoptivo de Antons y Emīlija.